# 김멜발트
김멜발트(독일어: Gimmelwald)는 스위스 베른주의 베른고원에 있는 작은 교통 없는 마을로 슈테헬베르크와 뮈렌 사이의 해발 1,363m에 위치해 있다. 이 마을은 유네스코 세계 문화 유산인 융프라우-알레취 보호 구역 기슭에 있다. 김멜발트는 알레만어식 직선형 마을이며, 1346년 판매계산서에 처음으로 언급된 발저(walser) 정착지이다. 매우 전형적이고, 뛰어난 도시 경관으로 인해 김멜발트는 스위스 유산 목록의 일부이다.
김멜발트는 도로 연결이 끊어져 자동차로 접근할 수 없는 스위스에서 몇 안 되는 차량없는 마을 중 하나이다. 쉴트호른 케이블카는 김멜발트에서 정차하며, 김멜발트와 뮈렌 사이를 운행하는 다른 케이블카에 탑승할 수 있다. 오늘날 농업과 관광이 주요 수입원이다. 농부들은 작은 소 떼를 먹이기 위해 작은 땅에서 건초를 기른다. 겨울에는 농부들이 스키리프트를 운영하거나 스키 슬로프 손질과 같은 작업을 수행하여 쉴트호른 케이블카에서도 종종 일한다.
2003년을 기준으로 김멜발트의 인구는 130명이었다. 지역 학교는 학생 수가 적어 2010년에 문을 닫았고, 현재 라우터브루넨에 있는 학교에 다니고 있다. 학교 건물은 2019년 협동조합이 학교 건물을 아파트로 개조하여 휴가용 아파트로 사용하는 것을 방지하기 위해 매입했다.

## 교통
김멜발트와 뮈렌 사이에는 도보 경로가 있지만 주요 도로 시스템과의 연결이 부족하여 김멜발트로 가는 주요 교통 수단은 쉴트호른을 연결하는 것으로 유명한 루프트자일반(Luftseilbahn) 슈테헬베르크-뮈렌-쉴트호른(LSMS) 공중 트램이다. 케이블카는 김멜발트와 인접한 고가 마을 뮈렌 및 라우터브루넨 계곡 바닥에 위치한 슈테헬베르크 마을을 연결한다. 슈테헬베르크에서 출발하는 버스는 라우터브루넨을 연결하며 여기에서 스위스의 나머지 지역으로 연결된다.

## 정치
김멜발트는 벵엔, 뮈렌, 이젠플루, 슈테헬베르크, 라우터브루넨과 함께 라우터브루넨 지자체에 속한다. 본당은 계곡 전체를 덮고 있다.

## 관광
김멜발트의 주요 수입원은 관광이며, 마을에는 작은 호텔, 이전 펜션(지금은 영국인이 운영하는 호텔), B&B, Mountain Hostel이 있다. 김멜발트는 부분적으로만 발생하는 눈사태 다발 지역을 선언함으로써 대규모 스키 리조트로 개발되는 것을 막았다. 김멜발트는 여름에 주로 북미에서 온 관광객들이 방문하며, 겨울에는 동계스포츠를 위해 유럽과 스위스 관광객들이 주로 찾는다.
김멜발트는 이웃한 뮈렌 마을을 연결하는 길이 2.2km의 비아 페라타를 가지고 있다.

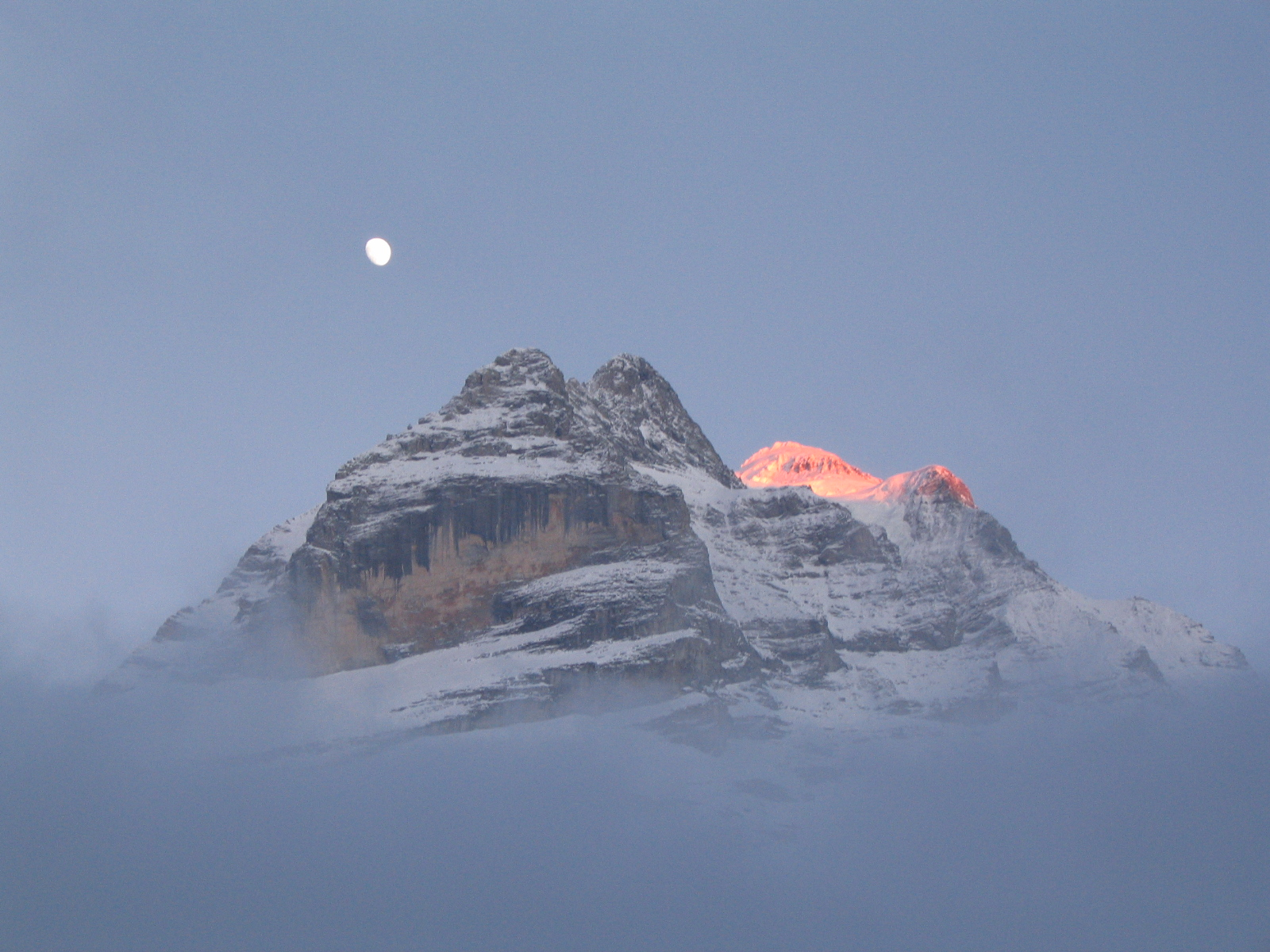
김멜발트에서 본 융프라우
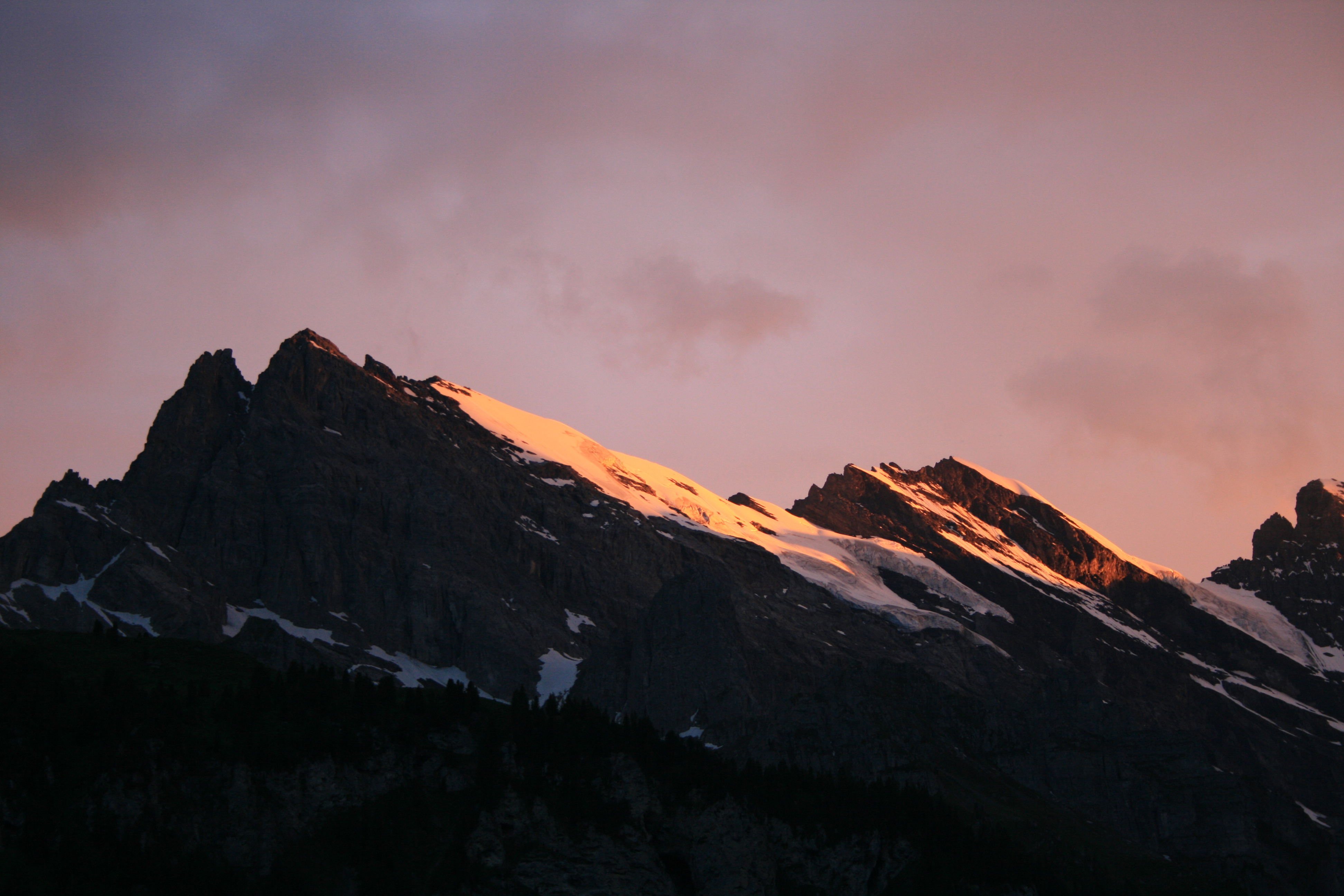
김멜발트에서 본 그스팔텐호른